# Neschopnost: Zlo je nové dobro
Neschopnost, kniha s podtitulem Zlo je nové dobro (v anglickém originále Incompetence: Bad is the new Good) je dílo britského spisovatele a televizního producenta Roba Granta, známého především díky spolupráci s Dougem Naylorem na seriálu Červený trpaslík.
Humoristicky laděný román s prvky špionážního thrilleru je zasazen do blízké dystopické budoucnosti, v níž se evropské země sjednotily do státního útvaru zvaného Spojené státy evropské. Uvádí jej výňatek z fiktivní celoevropské ústavy (článek 13199):
„Nikomu nesmí být odepřeno zaměstnání jakéhokoli rozsahu na jakékoli pozici kvůli jeho věku, vyznání, barvě pleti či míře neschipnosti.“
Chyba v posledním slově je záměrná, má podtrhnout myšlenku románu, neschopnost se stává něčím, co je nejen tolerováno, nýbrž i vyžadováno. Protagonista se s ní střetává prakticky na každém kroku, v římském hotelu chce přepojit na recepci, ale je přepojen do restaurace, přičemž žena, která s ním hovoří to nedokáže pochopit; na letišti obsluha u přepážky nemá ponětí o tom, jak se prodávají letenky, stevardi na palubě letadla naprosto neovládají první pomoc atd. Když se střetne s něčím, co funguje na první pokus, je doslova vyveden z míry.
Kniha je prošpikována množstvím satirických šlehů, dovedených často až k absurdnímu humoru: „Izolovat a rozběhnout radiátor v mé ložnici by pak jistě bez obtíží zvládlo menší konsorcium teoretických fyziků, pokud by si ovšem udělali na rok volno a soustředili se výhradně na tento problém.“ Podobným stylem jsou napsány i čtyři díly knižní série Červený trpaslík (Nekonečno vítá ohleduplné řidiče, Lepší než život, Poslední člověk, Pozpátku).
Česky knihu o 47 kapitolách vydalo nakladatelství Argo v roce 2005. 

## Námět
V románu „z nepříjemně blízké budoucnosti“ (citace z úvodu knihy), kdy se evropské země sloučily v jeden celek – Spojené státy evropské a zavedly ústavu, která brání neschopnost, se vydává agent – detektiv po stopách vraha, jenž se jeví naopak velmi schopným a zanechává po sobě spoustu mrtvých těl…

## Postavy
- Cinkylinky – přestárlý „zajíček“ ve vídeňském klubu €rotic, přítel Dicka Klingferma.
- Günther Grosse – německý komisař, vydá rozkaz k užití raketometu proti vozu francouzského ministra vnitra Sidney Plumiera.
- Johnny Jadýrko – tajemný sok, jenž spřádá plány proti Harrymu.
- Dick Klingferm / Rip van Winkle – agent, mentor a přítel Harryho Salta (Harryho Tequilly, Harryho Peppera, Cardio Vasculara).
- Willy Kohl – německý policista, zahájí palbu na automobil francouzského ministra vnitra Plumiera.
- Lupo – číšník v rychlíku do Vídně, trpí priapizmem.
- Gina Pallisterová – zaměstnankyně pařížského hotelu, předmět touhy Harryho Salta. Domluví si s ní rande, na které nedorazí, neboť je zatčen a uvězněn.
- Dr. Rutter – soudní patolog, jeho zálibou ve volném čase jsou různé chirurgické zákroky na mrtvolách, např. přišívání mužských obličejů na ženské zadnice.
- seržant Salieri – italský policista podílející se na vyšetřování nehody výtahu v Římě.
- Harry Salt / Harry Tequilla / Harry Pepper / Cardio Vascular – protagonista příběhu vydávající se za detektiva Europolu, žák a přítel Dicka Klingferma. Jedna z mála postav, které nejsou neschopné či retardované. Naučil se využívat celkové neschopnosti společnosti ve svůj prospěch, přesto v něm časté kontakty s obecnou stupiditou zanechaly značnou dávku cynismu. Jeho skutečné jméno není v knize objasněno.
- Sidney Plumier – francouzský ministr vnitra.
- Hinton Wheeler – Saltův spoluvězeň, nemůže se tři a půl roku dostat z vazební cely, neboť mu vypršela platnost propustky (při návštěvě jednoho ze zadržených). Úřady odmítají vzít na vědomí jeho existenci. Harry mu pomůže vyřešit jeho sporný statut.
- Wolfie – gorila Johnnyho Jadýrka se špatným dechem a sadistickými sklony. Jeho zbraněmi jsou tenké ostří, malá pistole Derringer a elektrický omračovač.
- kapitán Zuccho – cholerický kapitán italské policie.

## Děj
Muž vydávající se za detektiva Europolu a používající několik identit a pseudonymů (Harry Salt, Harry Tequilla, Harry Pepper, Cardio Vascular) odlétá do Říma, kde se má setkat se svým mentorem agentem Dickem Klingfermem. Klingferm jej kontaktoval zašifrovanou zprávou v inzerci novin. Harry Salt se s ním má setkat v jedné z kancelářských budov na třídě Via Torino, ale přichází pozdě. V budově někdo provedl sabotáž na výtahu a ten se zřítil i s několika osobami uvnitř. Salt pátrá po nějakých důkazech, ale činnost mu znesnadňuje nedůtklivý italský kapitán Zuccho. Přesto se Harrymu podaří narazit na stopu, po prohlídce Klingfermova pokoje narazí na lístek z čistírny. Zajde tam a vyzvedne sako, v jehož kapse nalezne novinový ústřižek o vybraném večírku v Paříži, po němž všichni zúčastnění zemřeli na záhadnou otravu, dále navštívenku klubu €rotic ve Vídni a klíček od nějaké skříňky. Rozhodne se, že se první vydá letecky do Paříže. Po tradičních komplikacích během cesty způsobených nekompetencí několika osob ve svých zaměstnáních se mu podaří dopravit do cíle.
V Paříži se Harry setká s Ginou Pallisterovou a pozve ji večer na rande. Poté si jde vyzvednout pitevní zprávy na místní komisařství, aby si mohl vytvořit určitou rekonstrukci případu otrav na večírku pořádaném Fabriziovými.
„Přes své mládí je to velké zvíře v Eurobance. Podle všeho je velice schopný spekulant a jeho kariéra stoupá takovým tempem, že by menšímu člověku to přetížení rozdrtilo páteř.“
Tequilla pozná pochybné praktiky soudního patologa Ruttera. Když se chystá na schůzku s Ginou, je zatčen kapitánem Zucchem mj. za falešnou identitu federálního policisty a předán do vazební věznice. Zakrátko je však propuštěn, neboť za něj kdosi složil kauci. K soudu se Harry Tequilla nedostaví, půjčuje si automobil a míří do Vídně za další stopou.
Když navede automobil do automatického jízdního pruhu a předá řízení počítači, poddá se únavě a nadlouho usne. Na benzince se jde následně občerstvit, přičemž v kufru auta nalezne mrtvolu francouzského ministra vnitra (jeho identitu pozná ze zpráv v TV během svačiny). Je docela možné, že mu ji do auta nastražil Johnny Jadýrko, ten tajemný protivník, jenž je vždy o krok napřed. Harry Tequilla se rozhodne odjet z čerpací stanice a cestou někde vystoupit z automobilu. Tento zdánlivě lehký úkon se ale stane takřka nerealizovatelným a Harry nakonec musí volit opuštění vozu za jízdy. Značně pohmožděný se přibelhá na jednu z vesnických farem.
Zde mu starší vesničanka málem ustřelí hlavu brokovnicí, když mu zpočátku nedůvěřuje. Jakmile se přesvědčí, že Harry není od úřadů či z pojišťovny, nabídne mu pohoštění, ošetření ran a také nové boty. Její choť (jenž je oficiálně prohlášen za mrtvého a tudíž nucen se skrývat před úřady) ho doveze na traktoru k místnímu nádraží. Harry mu na oplátku věnuje jednu ze svých identit – Cardio Vasculara. Vlakové nádraží vypadá velmi moderně, je tu několikapatrové parkoviště pro spoustu automobilů, budova má obrovské průčelí a před ní stojí zlacená fontána. Po jistých obtížích se Tequillovi podaří zakoupit jízdenku do rychlíku. Dalším problémem, jemuž musí čelit je fakt, že rychlík ve stanici nezastavuje. Přesto se Harrymu podaří do vlaku nastoupit, i když málem přijde o život.
Ve Vídni vyhledá klub €rotic a setká se s Cinkylinkym, jenž mu předá vzkaz od Klingferma. Je to číslo, které má zřejmě souvislost s oním klíčkem od skříňky. Zatímco dumá nad záhadou, je na ulici přepaden mužem jménem Wolfie a odvezen do opuštěného lunaparku. Tady se střetává tváří v tvář s Johnnym Jadýrkem – alias Dickem Klingfermem. Klingferm je totiž americký agent, jenž pracuje proti sjednocené Evropě. USA spatřují hrozbu v její integraci a vzrůstající ekonomické síle a agenti jako Klingferm provádějí rozvratnou činnost na jejím území. Klingferm zařizuje vraždy nepohodlných politiků a vlivných osob. Má na svědomí i francouzského ministra vnitra Sidney Plumiera (byl pro přijetí Ruska do EU) a smrt lidí na večírku Fabriziových. Pro svého přítele Harryho vymyslel stylové rozloučení, havárii kabinky na horské dráze, ovšem ještě předtím chce kontakt na další agenty sítě. Harry se nevzdává a podaří se mu Klingferma překvapit. Zmocní se pistole a ustřelí mu kus hlavy. Z kabinky visící na nejvyšším bodě dráhy jej vysvobodí až kapitán Zuccho, který jej neustále pronásledoval.
Harry přišel o všechny své identity a hodlá začít vést jiný život. Pro začátek musí zachránit odložené rande…
| „                                            | Děláte si legraci? V Evropě dneska nemůžete zločiny nepáchat. Stačí přejít přes ulici, a porušíte tím sedmačtyřicet městských vyhlášek, dva federální zákony a ještě jeden celoevropský mezinárodní výnos. To je asi největší úspěch Unie: nadělali z nás ze všech kriminálníky. | “ |
| — Rob Grant - Neschopnost: Zlo je nové dobro | |   |

## Kulturní reference
V knize je zmíněno mnoho odkazů na různé osoby (skutečné i fiktivní)
- William Bligh, Albert Einstein, Jane Marplová, Stephen King, Richard Wagner, Sammy Davis, Jr., Agamemnón, Benito Mussolini, Salvador Dalí, Tony Montana, Rod Serling, Charles Laughton, Oidipus, Marlene Dietrichová, Ivan Sergejevič Turgeněv, Fernão de Magalhães, Wolfgang Amadeus Mozart, Sigmund Freud, Stephen Hawking, Marcel Proust, Karl Marx, Richard Dawkins, David Copperfield, Jean-Claude van Damme, John Rambo, Popelka, Clint Eastwood, Kapitán Hook, Ted Bundy, Aladin

organizace a společnosti
- ESA, OSN, Evropský parlament, CNN, CIA

a díla:
- film Třetí muž, seriál The Twilight Zone, seriál Akta X, cyklus oper Prsten Nibelungův (Richard Wagner), film Zvoník od Matky Boží, skladba Let čmeláka (Nikolaj Andrejevič Rimskij-Korsakov), kniha Stručná historie času, kniha Výklad snů, film Planeta opic